# Cornelius Kok II
Corneli(u)s Kok II (Kamiesberg, 1778 - Campbell, 1858) was een leider (kaptyn) van de Griekwa in Zuid-Afrika.

## Biografie
Kok was de zoon van kaptyn Cornelius Kok I en vestigde zich met zijn vader eerst in Griekwastad en later in Campbell. Toen zijn vader in 1820 overleed diende Kok als kaptyn van Campbell tot zijn oudere broer Adam Kok II terugkeerde uit Griekwastad. Adam Kok II trad echter af om zich bij de Bergenaars te voegen waarop Cornelius Kok II opnieuw kaptyn werd.
In 1823 wonnen Cornelius Kok II, Adam Kok II, Andries Waterboer en Barend Barends de Slag bij Dithakong, waarmee de Griekwa de terreur van de Mfecane gespaard bleef. Het jaar daarop kwam Kok in conflict met zijn broer Adam en de Bergenaars, die hij samen met Waterboer wist te verslaan nabij Fauresmith. Koks volgelingen stonden echter aan de kant van de Bergenaars en om zijn leiderschap te behouden brak hij met Waterboer, wat weer een nieuw territoriaal conflict opleverde. Adam Kok II diende als vredesbemiddelaar en er werd een grens tussen Griekwastad en Campbell vastgesteld.
Na de dood van Adam Kok II ontstond een successieconflict tussen zijn zonen: Abraham Kok, gesteund door Cornelius Kok II, en Adam Kok III, gesteund door Andries Waterboer. De kleine burgeroorlog werd gewonnen door Adam Kok III en Cornelius Kok II werd door de overwinnaars afgezet als kaptyn, maar in de praktijk veranderde er weinig. In 1852 overleed Andries Waterboer, maar de territoriale conflicten met Kok werden voortgezet door zijn zoon Nicolaas Waterboer.
In 1857 overhandigde de oude en zieke Kok zijn territorium aan zijn neef Adam Kok III met steun van zijn volgelingen. Hij stierf begin 1858 in Campbell.